# Gregers Gram (1846–1929)
Gregers Winther Wulfsberg Gram, född 10 december 1846 i Moss, död 1 augusti 1929 i Vestre Aker, var en norsk jurist och politiker, Norges statsminister i Stockholm 1889–91 och 1893–98, farfar till motståndsmannen Gregers Gram.
Gram blev student 1864 och juris kandidat 1869, anställdes 1873, sedan han i Frankrike studerat språk och rättsvetenskap, i Justitiedepartementet och utnämndes 1876 till Norges representant i den internationella domstolen i Egypten. År 1882 återkom han till Norge, var 1883–84 amtman i Nordlands amt och utnämndes 1884 till extra ordinarie assessor i Høyesteret. Den 13 juli 1889 inträdde han i den av Emil Stang bildade ministären som statsminister i Stockholm, men avgick 6 mars 1891. Han uppehöll sig sedan i Paris som medlem av Beringshavsskiljedomstolen. Då Emil Stang 1893 rekonstruerade sin ministär, återtog han sin förra plats inom densamma, vilken han innehade även i den av Francis Hagerup bildade koalitionsministären (1895-98). Sedan han lämnat regeringen, var han stiftsamtmand i Hamars stift och amtmand i Hedmarks amt fram till 1915.
Medlem av permanenta skiljedomstolen i Haag från 1900, var han 1902–05 överskiljedomare i den skiljedomstol, som löste tvisten mellan Japan å ena sidan, England, Frankrike och Tyskland å den andra om Japans rätt att utkräva skatt på fast egendom, som nämnda tre staters undersåtar besatt i Japan efter ingångna överenskommelser med landets administration (House-tax-case). Han utsågs 1909 till norsk ledamot av skiljedomstolen mellan Sverige och Norge i renbetesfrågan, var 1910–11 ledamot av skiljedomstolen mellan England och Frankrike om Frankrikes vägran att utlämna den för politiska förbrytelser häktade, sedan under transporten på franskt område förrymde indiern Savarkar och blev 1914 president i skiljedomstolen om gruvrättigheter i Marocko.
Han kallades 1913 till USA för att på uppfordran av American Society of International Law avge utlåtande i frågan om omfånget av USA:s rätt att uppta genomfartsavgift i Panamakanalen. Han var medlem av Institut de Droit International och av dess rådgivande kommitté för Carnegiestiftelsen.

## Utmärkelser
- Riddare av Serafimerorden, 21 januari 1898.[5]